# Chevilly-Larue

Położenie Chevilly-Larue w ramach aglomeracji paryskiej

Chevilly-Larue – miejscowość i gmina we Francji, w regionie Île-de-France, w departamencie Dolina Marny.
Według danych na rok 1990 gminę zamieszkiwały 16 223 osoby, a gęstość zaludnienia wynosiła 3844 osób/km² (wśród 1287 gmin regionu Île-de-France Chevilly-Larue plasuje się na 182. miejscu pod względem liczby ludności, natomiast pod względem powierzchni na miejscu 737.).

## Miasta partnerskie
- Fryburg Bryzgowijski (Niemcy)
- Victoria (Rumunia)
- Martorell (Hiszpania)
- Pougne-Hérisson (Francja)